# Тамбовский государственный музыкально-педагогический институт имени С. В. Рахманинова
Тамбовский государственный музыкально-педагогический институт им. С. В. Рахманинова — российское музыкальное учебное заведение.

## История
В 1880 г. Тамбовское общество любителей музыкального и драматического искусства открыло Музыкальные классы, которые возглавил работавший в России немецкий музыкант Рудольф Гельм. В 1882 г. классы были переданы в ведение новоучреждённого Тамбовского отделения Императорского Русского музыкального общества. В 1900 году они были преобразованы в Тамбовское музыкальное училище, для которого в 1903 г. усилиями местной общественности во главе с В. М. Петрово-Соловово было сооружено новое здание. В 1909 г. работу училища инспектировал Сергей Рахманинов.
В послереволюционные годы училище пережило серию реорганизаций, завершившуюся в 1922 году созданием Тамбовского музыкального техникума с присоединённой к нему музыкальной школой 1 ступени. В 1936 г. техникум вновь стал музыкальным училищем, в 1959 г. училищу присвоено имя Рахманинова. В 1982 г. училище награждено орденом «Знак Почёта». В 1995 г. к Тамбовскому музыкальному училищу присоединено Тамбовское училище культуры, годом позже училище было преобразовано в Тамбовский государственный музыкально-педагогический институт имени С. В. Рахманинова.

## Руководители
- Соломон Стариков (1894—1932)
- Марк Реентович (1935—1938, 1944—1953)